# Ippei Kuri
Ippei Kuri (九里 一平?, Kuri Ippei), pseudonimo di Toyoharu Yoshida (吉田 豊治?, Yoshida Toyoharu; Kyoto, 1º gennaio 1940 – 1º luglio 2023), è stato un fumettista giapponese, terzo presidente della casa produttrice di animazioni Tatsunoko.

## Opere

### Manga
- Mach Sanshirō (マッハ三四郎?, Mahha Sanshirō) con Minoru Kume (1960-1961)
- Heaven's Oath (大空のちかい?, Ōzora no Chikai) (1962-1964, Weekly Shōnen Sunday, Shueisha)
- Judo Boy (testi, 1961-1962, Shōnen Book, Shueisha)
- Bullet Boy (弾丸児?, Danganji) (1967-1968, Weekly Shonen Sunday, Shueisha)
- Judo Boy (testi, 1968-1969, Weekly Shōnen Sunday e Weekly Shōnen Jump, Shueisha)
- Fighter Ken (ファイター健?, Faitā Ken)
- Oath of Allah (アラーの誓い?, Arā no Chikai)
- Submariner 8823 (海底人8823?, Kaiteijin Hayabusa)
- Underwater Boys' Team (海洋少年隊?, Kaiyō Shōnentai)
- Allah no shisha (Bōken-ō, Akita Shoten)
- Concentrated Darkness: Tsubanari Kenshirō, Ghost Killer (暗闇同心 鍔鳴剣屍郎 怨霊斬り?, Kurayami Dōshin Tsubanari Kenshirō Onryōkiri)

### Anime
- Space Ace (1965)
- speed Racer (1968 come produttore)
- Judo Boy (1961)
- Le nuove avventure di Pinocchio (1969 come regista)
- La banda dei ranocchi (1972)
- Gatchman (1972)
- Kyashan (1973)
- Tekkaman (1975 come produttore)
- Temple & Tam Tam (1977)
- Gordian (1979 come disegnatore)
- Muteking (1980)
- Yattaman (1981)